# Sancy-les-Cheminots
Sancy-les-Cheminots är en kommun i departementet Aisne i regionen Hauts-de-France i norra Frankrike. Kommunen ligger  i kantonen Vailly-sur-Aisne som ligger i arrondissementet Soissons. År 2022 hade Sancy-les-Cheminots 98 invånare.

## Befolkningsutveckling
Antalet invånare i kommunen Sancy-les-Cheminots
Referens: INSEE